# Freedom (canción de Robbie Williams)
«Freedom» es el sencillo debut del cantante Robbie Williams, lanzado en 1996, después de haber dejado a la banda Take That. Es una versión de George Michael.

## Información
La canción alcanzó la posición n.º 2 en el Reino Unido, veintiséis posiciones más alto que la original de George Michael, y no ha sido incluida en ningún álbum de estudio desde entonces.

## Vídeo musical
El vídeo musical muestra a Robbie Williams bailando en el mar y en un campo.

## Ventas
El sencillo había vendido 280 000 copias para el final de 1996, siendo certificado de platino por la BPI.

## Posiciones
| Listas (1996)                | Posiciones |
| ---------------------------- | ---------- |
| UK Singles Chart             | 2          |
| Australia ARIA Singles Chart | 6          |
| Finnish Singles Chart        | 7          |
| Swiss Singles Chart          | 8          |
| German Singles Chart         | 10         |
| Dutch Singles Chart          | 10         |
| Austrian Singles Chart       | 19         |
| Swedish Singles Chart        | 24         |
| New Zealand Singles Chart    | 39         |